# Pametni telefon
Pametni telefon (angleško smartphone) je mobilni telefon, ki ponuja naprednejše računalniške sposobnosti in povezljivost kot sodobni osnovno-funkcijski telefoni. Pametni telefoni so znani tudi kot dlančniki, ki imajo vgrajen mobilni telefon. Za osnovno-funkcijske telefone je znano, da so zmožni poganjati aplikacije, ki so razvite na Java ME platformah. Pametni telefoni dopuščajo uporabniku, da sam naloži in zaganja zahtevnejše aplikacije. Pametni telefoni poganjajo platforme, ki so narejene v prid aplikacijskim razvijalcem. Pametne telefone lahko smatramo kot osebne žepne računalnike z dodanimi funkcijami mobilnega telefona, saj so ti telefoni navadni računalniki, le veliko manjši. 
Rast povpraševanja po pametnih telefonih z močnim procesorjem, veliko spomina, večjimi zasloni in odprtim operacijskim sistemom je trg povprečnih telefonov prehitela za več let. 
Glede na študijo podjetja ComScore je bilo v letu 2010 preko 45,5 milijona ljudi v ZDA lastnikov pametnih telefonov.

## Zgodovina

### Zgodnja leta
Prvi pametni telefon je podjetje IBM poimenovalo Simon, predstavilo ga je leta 1992, kupcem pa je bil na voljo od leta 1993 dalje preko podjetja BellSouth. Poleg navadnih funkcij mobilnega telefona je imel tudi koledar, imenik, svetovno uro, kalkulator, beležko, elektronsko pošto, igre in možnost prejemanja in pošiljanja sporočil preko faksa. Simon ni imel tipkovnice; uporabniki so za izbiranje številk uporabili zaslon na dotik in preko njega s prsti ali posebnim pisalom dodajali in urejali tekst.
V današnjem času bi bil Simon zelo nazadnjaški telefon, leta 1993 pa je veljal za zelo naprednega.

### Razvoj Symbian OS in BlackBerry OS
Leta 2000 je Ericsson predstavilo pametni telefon R380, kateri je imel zaslon občutljiv na dotik in pa novi Symbian OS. Sledil mu je P800 leta 2002, prvi pametni telefon s kamero.
Leta 2001 je Microsoft napovedal svoj Windows CE operacijski sistem, katerega bi uporabil na pametnih telefonih. Sprva je svoje Windows pametne telefone opredelil kot takšne brez zaslona na dotik in nižjo ločljivostjo zaslona kot njihove sorodne naprave žepne računalnike. Leta 2002 je RIM izdal prvega BlackBerrya. Bil je prvi zmožen uporabljati brezžična omrežja za spletno pošto; do konca leta 2009 je dosegel 32 milijonov uporabnikov. Leta 2007 je Nokia pognala Nokio N95, katera je imela kar nekaj novosti: GPS, 5 megapikslov močno kamero s samodejnim fokusom in LED bliskavico, 3G in brezžično povezavo ter TV izhod. V naslednjih letih so te lastnosti dobili skoraj vsi pametni telefoni. Leta 2010 je Nokia predstavila Nokio N8, prvi aparat, ki deluje na Symbian^3 OS. Vsebuje kamero, ki jo Mobile Burn Arhivirano 2011-02-02 na Wayback Machine. opisuje kot najboljšo v telefonu in satelitsko navigacijo, ki jo Mobile Choice Arhivirano 2008-07-05 na Wayback Machine. opisuje kot najboljšo izmed vseh.

### Razvoj Androida in iPhona
Leta 2007 je podjetje Apple predstavilo svoj prvi iPhone. Bil je drag, saj je cenejši izmed njiju stal kar 500 dolarjev ob pogoju dveletne vezave. V Sloveniji ni bil naprodaj. Bil je eden prvih pametnih telefonov večinoma upravljanih preko zaslona na dotik, poleg LG Prade in HTC Toucha.
Leta 2008 je izšel Android. Android je odprtokodni operacijski sistem proizveden s strani podjetja Google, skupaj z mnogimi strojnimi in programskimi razvijalci ( Intel, HTC, ARM, Motorola, Samsung, ...)
Prvi pametni telefon s sistemom Android je bil HTC Dream, znan tudi kot T-Mobilov G1. Programska oprema je vsebovala tudi Googlove aplikacije, kot so Zemljevid, Koledar, Gmail in brskalnik. Aplikacije so dostopne preko Android Marketa (izšel je oktobra 2008), kateri vsebuje brezplačne in plačljive aplikacije.

## Operacijski sistemi
Veliko mobilnih operacijskih sistemov obstaja in so v uporabi. V letu 2010 je bil najbolj prodajan mobilni operacijski sistem Symbian OS, njegovi tekmeci pa so Android, BlackBerry OS, iOS in Windows Phone OS. 
Mnogi mobilni operacijski sistemi vključno z Androidom in iOS temeljijo na Linux in Unix osnovi.

## Odprtokoden razvoj
Kultura odprtokodnega razvoja je prodrla na trg pametnih telefonov na več načinov. Izvajali so poskuse, da bi bili odprtokodni tako programska kot tudi strojna oprema. Omembe vreden odprtokoden projekt strojne opreme je verjetno Neo FreeRunner pametni telefon, razvit s strani podjetja Openmoko. 
Zadnje čase je med najbolj popularnimi odprtokodnimi mobilnimi operacijskimi sistemi Googlov Android OS. 